# Pernilla Wittung-Stafshede
Pernilla Wittung-Stafshede, född Wittung den 31 augusti 1968 i Umeå, är en svensk biofysikalisk kemist. Hon är professor i kemisk biologi på Chalmers tekniska högskola i Göteborg.

## Biografi
Wittung-Stafshede tog civilingenjörsexamen på Chalmers tekniska högskola och disputerade på samma lärosäte 1996 i biofysikalisk kemi med doktorsavhandlingen Intelligent nucleic acid interactions with peptide nucleic acids and in recombination proteins.
Efter sin doktorsexamen arbetade hon tolv år i USA: på California Institute of Technology, Beckman Institute, i Pasadena, Kalifornien (1997–98), Tulane University, i New Orleans, Louisiana (1999–2003) samt Rice University, i Houston, Texas (2004–2008). 
2008 återvände Wittung-Stafshede till Sverige och en professorstjänst på Umeå universitet. Sedan september 2015 är hon professor på Chalmers tekniska högskola och avdelningschef för Kemisk biologi. Där leder hon en forskargrupp som fokuserar på  proteiners biofysikaliska egenskaper, både metalltransporterande proteiner och proteiner som veckar sig fel och klumpar ihop sig. Forskningen är grundvetenskaplig men har koppling till sjukdomar som Alzheimers, Parkinsons och cancer.
År 2010 var Pernilla Wittung-Stafshede en av tio forskare i Sverige som utsågs till Wallenberg Scholar och fick ett stipendium tilldelat av Knut och Alice Wallenbergs stiftelse, vilket hon har förnyat flera gånger (senast 2024).
2017 blev Wittung-Stafshede invald i styrelsen för den internationella forskarorganisationen för biofysiker, Biophysical Society (BPS), som består av fyra personer. Det är andra gången posten innehas av en svensk; förra gången var när Arne Engström var ledamot 1960–63.
År 2020 blev hon medlem i Nobelkommittén för kemi och sedan 2021 är hon ledamot i rådet för The Lindau Nobel Laureate Meetings.
År 2019 startade hon Genie på Chalmers, ett jämställdhetsinitiativ på 300 miljoner SEK finansierat av Chalmersstiftelsen, och ledde det i fyra år.

## Priser och utmärkelser
- 1993 – John Ericssonmedaljen, som sedan år 1897 delas ut av Chalmers tekniska högskola till de främsta i varje årskurs som tagit civilingenjörs- eller arkitektexamen.
- 2003 – National Fresenius Award, som delas ut av det amerikanska kemistsamfundet Phi Lambda Upsilon till yngre framstående kemiforskare.[7]
- 2009 – Göran Gustafssonpriset i kemi, som delas ut av Göran Gustafssons Stiftelse och Kungliga Vetenskapsakademien.[8]
- 2009 – Wallmarkska priset, som delas ut av Kungliga Vetenskapsakademien.[8]
- 2013 – STIAS fellow, som delas ut av Stellenbosch Institute for Advanced Studies, Sydafrika.[9]
- 2016 – Svante Arrheniusplaketten, som delas ut av Svenska kemisamfundet i samarbete med Kungliga Vetenskapsakademien.[10]
- 2016 – Ledamot i Kungliga Vetenskapsakademien, kemiklassen.[11][12]
- 2016 – Ledamot i Kungliga vetenskaps- och vitterhetssamhället i Göteborg.[13]
- 2017 – valdes hon till medlem i Academia Europaea.[14]
- 2019 – Gustaf Dalénmedaljen, en utmärkelse som delas ut av Chalmerska ingenjörsföreningen.[15]
- 2020 – valdes hon till medlem i Kungliga Ingenjörsvetenskapsakademien (IVA).[16]
- 2021 – the Fellow of the Biophysical Society Award, för ”her pioneering research accomplishments that have enhanced our understanding of protein biophysics, with an emphasis on metalloprotein folding, macromolecular crowding effects, and metal transport mechanisms.”[17]
- 2024 – valdes hon till Honorary Fellow av Royal Society of Chemistry (HonFRSC).[18]
- 2024 – kallades hon till utländsk ledamot av Finska Vetenskaps-Societeten.[19]

## Privatliv
Wittung-Stafshede är gift med Patric Stafshede och de har två döttrar tillsammans, Selma och Hilda Stafshede. 